# Adam Zalewski
Adam Zalewski (ur. w grudniu 1951 w Kwidzynie) – polski prozaik, pisarz i poeta, członek Związku Literatów Polskich.

## Życiorys
W latach dziewięćdziesiątych XX wieku w kwidzyńskiej prasie ukazywały się jego wiersze o tematyce lirycznej (piękno przyrody) oraz egzystencjalnej. Laureat Medalu Jerzego Sulimy-Kamińskiego 2012 - nagrody przyznawanej przez bydgosko-toruński oddział Związku Literatów Polskich.
Akcję swoich książek osadza w Stanach Zjednoczonych.

## Twórczość
- 2008: Biała wiedźma (horror), wyd. Red Horse
- 2009: Rowerzysta (thriller), wyd. Grasshopper
- 2009: Cień znad jeziora (thriller), wyd. Grasshopper
- 2010: Sześć razy śmierć (zbiór opowiadań), wyd. Funky Books – Grupa Wydawnicza GWP
- 2011: Grizzly (thriller), wyd. Oficynka
- 2012: Małe miasteczko (horror), wyd. Prószyński i S-ka
- 2018: Drugie oblicze, wyd. Dom Horroru